# Samtgemeinde Lutter am Barenberge

Lage der Samtgemeinde im Landkreis Goslar

Die Samtgemeinde Lutter am Barenberge war eine Samtgemeinde im Landkreis Goslar im südöstlichen Niedersachsen. In ihr hatten sich drei Gemeinden zur Erledigung ihrer Verwaltungsgeschäfte zusammengeschlossen. Der Sitz der Verwaltung der Samtgemeinde war der Flecken Lutter am Barenberge.
Zum 1. November 2021 fusionierte die Samtgemeinde Lutter am Barenberge mit der Stadt Langelsheim.

## Geographie

### Geographische Lage
Die Samtgemeinde Lutter am Barenberge lag im Harzvorland auf einer durchschnittlichen Höhe von 180 m über NN und war nordwestlicher Teil des Landkreises Goslar.

### Ausdehnung des Samtgemeindegebiets
Das Samtgemeindegebiet erstreckte sich in Ost-West-Richtung über 8 km und in Nordost-Südwest-Richtung über 15 km.

### Samtgemeindegliederung
Außer ihrem Verwaltungssitz, dem Flecken Lutter am Barenberge mit den Ortsteilen Lutter am Barenberge, Nauen und Ostlutter gehörten zur Samtgemeinde noch die Gemeinden Hahausen und Wallmoden mit den Ortsteilen Alt Wallmoden, Bodenstein und Neuwallmoden.

### Nachbargemeinden
Die Samtgemeinde grenzte unmittelbar an den Landkreis Hildesheim (Gemeinden Lamspringe und Bockenem) im Westen und die kreisfreie Stadt Salzgitter im Norden. Im Osten grenzte sie an Liebenburg und die Stadt Langelsheim, im Süden an das gemeindefreie Gebiet Harz (Landkreis Goslar) und im Südwesten an die Stadt Seesen.

## Geschichte
Am 1. März 1974 wurde die Samtgemeinde gebildet.

### Einwohnerentwicklung

Einwohnerentwicklung

| Jahr | Einwohner |
| ---- | --------- |
| 1975 | 4.862     |
| 1980 | 4.727     |
| 1985 | 4.747     |
| 1990 | 4.669     |
| 1995 | 4.631     |

| Jahr | Einwohner |
| ---- | --------- |
| 2000 | 4.593     |
| 2005 | 4.451     |
| 2010 | 4.139     |
| 2013 | 4.156     |
| 2017 | 3.964     |

(Stand jeweils zum 31. Dezember)

## Religion
Die Bevölkerung gehörte folgenden Konfessionen an:
- Evangelisch-lutherisch: 67,0 %
- Römisch-katholisch: 8,1 %
- Sonstige oder ohne Konfession: 24,9 %[4]

## Politik

### Letzter Samtgemeinderat
Der letzte Samtgemeinderat Lutter am Barenberge bestand aus 14 Ratsfrauen und Ratsherren. Dies ist die festgelegte Anzahl für eine Samtgemeinde mit einer Einwohnerzahl zwischen 3.001 und 5.000 Einwohnern. Die 14 Ratsmitglieder wurden durch eine Kommunalwahl für jeweils fünf Jahre gewählt. Die letzte Amtszeit begann am 1. November 2016 und endete am 31. Oktober 2021. Stimmberechtigt im Samtgemeinderat war außerdem der hauptamtliche Samtgemeindebürgermeister.
Die letzte Kommunalwahl am 11. September 2016 ergab folgende Sitzverteilung (Veränderungen zu 2011):
- SPD: 8 Sitze (−1)
- CDU: 3 Sitze (−1)
- Wählergemeinschaft WGS: 1 Sitz (+1)
- Einzelbewerber Falkenberg: 1 Sitz (±0)
- FDP: 1 Sitz (+1)

### Letzter Samtgemeindebürgermeister
Seit 5. Oktober 2015 war Bodo Mahns (SPD) Bürgermeister der Samtgemeinde Lutter am Barenberge.